# Hipòlit (fresc)
Hipòlit és un fresc provinent de la Vil·la d'Ariadna, trobat durant les excavacions arqueològiques de l'antiga ciutat d'Estàbia (l'actual Castellammare di Stabia) i conservat a l'Antiquarium stabiano.

## Història i descripció
El fresc data de la segona meitat del segle i aC, de la meitat del període neronià, i es va col·locar en un mur del triclini de la Vil·la d'Ariadna, la mateixa sala on es troba el fresc que dona nom a la vil·la. Va ser trobat durant les excavacions arqueològiques realitzades a partir de 1950 per Libero D'Orsi, en forma de fragments. Després de ser recompost es va traslladar a l'Antiquarium stabiano, on es conserva.
El protagonista del fresc va ser identificat inicialment com Teseu, però després va ser reconegut com a Hipòlit. El personatge és representat a punt de marxar a caçar, vestit amb una clàmide morada, la mirada girada cap a la dreta i amb la cara, gairebé astorada, els trets somàtics del qual són molt marcats, com la boca carnosa, el nas gran i els cabells gruixuts, que es diferencia de les pintures clàssiques del tercer estil. S'ha perdut tota l'escena que envolta Hipòlit, encara que a la dreta es veu la sortida d'un edifici i a l'esquerra la dida amb Fedra.